# Dirka po Franciji 1987
| Mesto | Ime                   | Država    | Ekipa                 | Čas          |
| ----- | --------------------- | --------- | --------------------- | ------------ |
| 1     | Stephen Roche         | Irska     |                       | 115h 27' 42" |
| 2     | Pedro Delgado         | Španija   | PDM                   | 40"          |
| 3     | Jean-François Bernard | Francija  | Toshiba-La Vie Claire | 2' 13"       |
| 4     | Charly Mottet         | Francija  |                       | 6' 40"       |
| 5     | Luis Herrera          | Kolumbija |                       | 9' 32"       |

Dirka po Franciji 1987 je bila 74. dirka po Franciji, ki je potekala leta 1987.

## Pregled
| Kategorije                          | Podatki              |
| ----------------------------------- | -------------------- |
| Začetek-konec                       | Zahodni Berlin-Pariz |
| Dolžina (km)                        | 4.231                |
| Število etap                        | 25                   |
| Povprečna hitrost zmagovalca (km/h) | 36,645               |
| Kolesarjev                          | 207                  |
| Tekmo končalo                       | 135                  |